# Richard Otto Voigt
Richard Otto Voigt (* 29. Juli 1895 in Leipzig; † 23. Juni 1971 ebenda) war ein deutscher Maler und Grafiker. Er war ein namhafter Vertreter des Spätexpressionismus in Leipzig.

## Leben
Voigt war der Sohn eines Leipziger Holzbildhauers. Von 1912 bis 1914 studierte er als Abendschüler an der Akademie für Graphische Künste und Buchgewerbe in Leipzig, 1914 und 1915 dann als Tagesschüler mit Stipendium. Von 1915 bis 1918 nahm er als Soldat des Deutschen Heers am Ersten Weltkrieg teil. 1919 wurde er Assistent von Hans Soltmann an der Leipziger Akademie. 1925 gewährte ihm der Leipziger Kunstverein eine erste große Ausstellung. Von 1931 bis 1939 war er Dozent an der Leipziger Akademie für graphische Künste und Buchgewerbe.
In der Zeit des Nationalsozialismus war Voigt Mitglied der Reichskammer der bildenden Künste. Für diese Zeit ist seine Teilnahme an sechs großen Ausstellungen sicher belegt.
Ab 1939 nahm Voigt als Soldat der Wehrmacht am Zweiten Weltkrieg teil, in dem er verwundet wurde. 1947 kam er aus der Kriegsgefangenschaft wieder nach Leipzig, wo er bis zu seinem Tod freischaffend tätig war. Er war „der sensibelste Landschafter des Leipziger Expressionismus, der die unspektakuläre Umgebung seiner Heimatstadt bevorzugte.“
Voigt war Mitglied des Verbands Bildender Künstler der DDR.

## Museen und öffentliche Sammlungen mit Werken Voigts (unvollständig)
- Altenburg/Thür.: Lindenau-Museum
- Berlin: Kupferstichkabinett
- Dresden: Galerie Neue Meister
- Dresden: Kupferstichkabinett
- Leipzig: Museum der bildenden Künste

## Werke (Auswahl)
- Abendlandschaft (1948, Öl; Galerie Neue Meister Dresden)[5]
- Junge Frau am Tisch (um 1950, Mischtechnik, 45,5 × 31,7 cm)[6]
- Nationalpreisträger Prof. Dr. Hugo Schrade, Generaldirektor des VEB Carl Zeiss Jena (1952, Öl)[7]
- Der Waldläufer (1952, Öl)[8]
- In der Loge/Damenbildnis (1952, Öl)[9]
- Junge Bäuerin (Öl)[10]
- Der Morgen (Radierung)[10]

Anmerkung: Der Bildindex der Kunst & Architektur nennt drei Tafelbilder Voigts als Exponate der Dritten Deutschen Kunstausstellung 1953 in Dresden. Voigt ist jedoch im Ausstellungskatalog nicht enthalten. Es ist zu vermuten, dass er die Bilder eingereicht hatte, diese aber nicht berücksichtigt wurden.

## Ausstellungen nach 1945 (mutmaßlich unvollständig)

### Einzelausstellungen
- 1972 Altenburg/Thüringen, Lindenau-Museum (Malerei, Aquarelle, Druckgraphik aus dem Nachlass)

### Ausstellungsbeteiligungen
- 1948 Leipzig, Museum der Bildenden Künste, Leipziger Kunstausstellung[11]

- 1949: Dresden, 2. Deutsche Kunstausstellung
- 1954: Altenburg/Thür., Lindenau-Museum („100 Jahre Staatliches Lindenau-Museum“)
- 1954, 1955, 1962 und 1965: Leipzig, Bezirkskunstausstellungen
- 1965: Leipzig, Museum der Bildenden Künste („500 Jahre Kunst in Leipzig“)
- 1977: Altenburg/Thüringen, Lindenau-Museum („Zeichnung im Bezirks Leipzig“)
- 1982: Leipzig, Museum der Bildenden Künste („Selbstbildnisse Leipziger Künstler“)
- 1984: Leipzig, Museum der bildenden Künste („Kunst in Leipzig 1949 -1984“)